# Kim Byung-chul
Kim Byung-chul (hangul: 김병철; ur. 5 lipca 1974 w Andong) – południowokoreański aktor. Znany z ról w produkcjach takich jak: Sky Castle, Taeyang-ui huye, Goblin oraz All of Us Are Dead.

## Filmografia

### Filmy
| Rok  | Tytuł                    | Rola                             | Źr.   |
| ---- | ------------------------ | -------------------------------- | ----- |
| 2003 | Hwangsanbeol             | szpieg Silli                     | [ 4 ] |
| 2004 | R-Point                  | kapral Joh Byung-hoon            | [ 5 ] |
| 2007 | Bunt                     | sędzia                           | [ 6 ] |
| 2007 | Hwang Jin-yi             | urzędnik                         | [ 7 ] |
| 2007 | Return                   |                                  | [ 7 ] |
| 2007 | Punch Lady               | Gye Sung-ha                      | [ 7 ] |
| 2008 | Strażnica nr 506         | sierżant Yoon                    | [ 7 ] |
| 2009 | Geurimja sar-in          | adjutant (asystent oficera)      | [ 7 ] |
| 2010 | Yukhyeolpo gangdodan     | pracownik biura podróży          | [ 7 ] |
| 2010 | Sex Volunteer            | Myung-joon                       | [ 7 ] |
| 2010 | Kkum-eun irueojinda      | Sierżant Kang                    | [ 7 ] |
| 2011 | Quick                    | Detektyw Park                    | [ 7 ] |
| 2012 | Miss Go                  | Dokgaegoori                      | [ 7 ] |
| 2013 | Wanjeon sojunghan sarang | brat On-yoo                      | [ 7 ] |
| 2015 | Miss Wife                | Jin-man                          | [ 7 ] |
| 2016 | Musudan                  | Jak Jeon-gwan                    | [ 7 ] |
| 2018 | 1geupgimil               | Menadżer Hwang                   | [ 7 ] |
| 2018 | Deokgu                   | Pracownik Ubezpieczenia Poongnam | [ 7 ] |
| 2018 | Yang-achi Noir           | Bae Chang-do                     | [ 7 ] |

### Seriale
| Rok  | Tytuł                            | Rola                                                    | Źr.         |
| ---- | -------------------------------- | ------------------------------------------------------- | ----------- |
| 2006 | Coma                             |                                                         | [ 7 ]       |
| 2010 | Juhong-geulssi                   | Park Joong-goo                                          | [ 7 ]       |
| 2014 | Modern Farmer                    | szef Han-chula                                          | [ 7 ]       |
| 2015 | Siljongneuwareu M                | Kang Yoon-goo                                           | [ 7 ]       |
| 2015 | Gwisinboneun hyeongsa, Cheo-yong | sprawca (odc. 9)                                        | [ 7 ]       |
| 2016 | Taeyang-ui huye                  | podpułkownik Park Byeong-su                             | [ 7 ]       |
| 2016 | Mrs. Cop 2                       | Min Jong-bum                                            | [ 7 ]       |
| 2016 | Dramaworld                       | on sam                                                  | [ 7 ]       |
| 2016 | Gureumi geurin dalbit            | nauczyciel księcia koronnego (Cameo)                    | [ 7 ]       |
| 2016 | Król zakupów Louie               | Lee Kyung-kook                                          | [ 7 ]       |
| 2016 | Goblin                           | Park Joong-won, eunuch, szara eminencja z czasów Goryeo | [ 7 ]       |
| 2017 | Tunnel                           | detektyw Kwak Tae-hee                                   | [ 7 ]       |
| 2017 | Gunju – Gamyeon-ui ju-in         | Kim Woo-jae                                             | [ 7 ]       |
| 2018 | Return                           |                                                         | [ 7 ]       |
| 2018 | Live                             |                                                         | [ 7 ]       |
| 2018 | Mr. Sunshine                     | Il-sik                                                  | [ 7 ]       |
| 2018 | Sky Castle                       | Cha Min-hyuk                                            | [ 7 ]       |
| 2019 | Doctor Prisoner                  | Seon Min-sik                                            | [ 7 ]       |
| 2019 | Ssapnida Cheollima Mart          | Jung Bok-dong                                           | [ 7 ]       |
| 2021 | Sisyphus: The Myth               | Sigma                                                   | [ 7 ]       |
| 2022 | All of Us Are Dead               | Lee Byung-chan                                          | [ 7 ] [ 8 ] |
| 2023 | Doktor Cha                       | Seo In-ho                                               | [ 9 ]       |
| 2024 | Perfect Family                   | Choi Jin-hyeok                                          | [ 10 ]      |